# Witterik

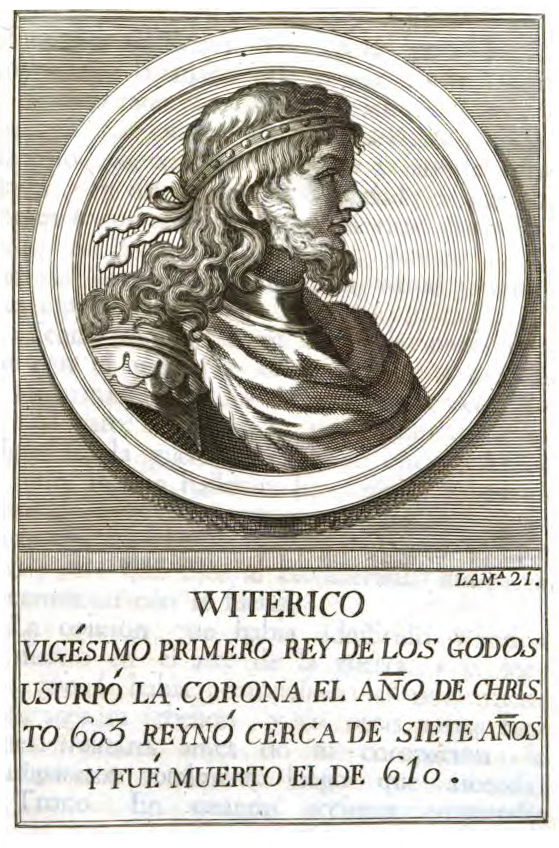
Witterik in een historiserende voorstelling uit de 18e eeuw.

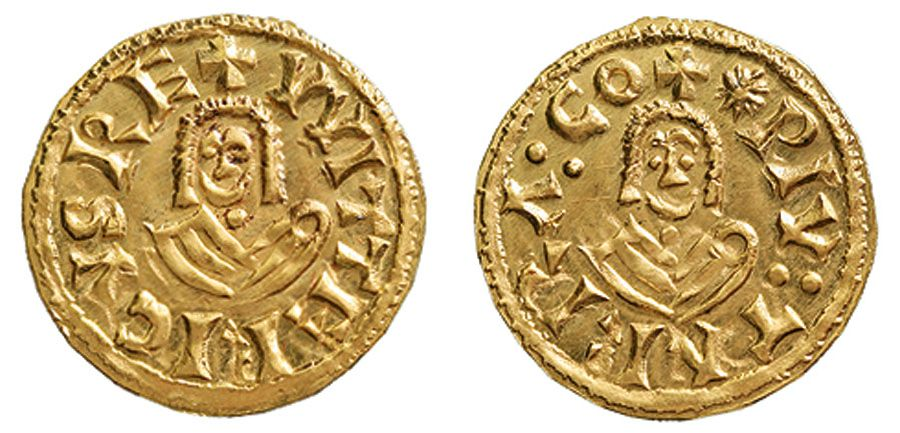
Tremissis gemunt in Tarraco tijdens zijn bewind met als opschrift op de voorzijde "+VVITTIRICVSRE" en op de keerzijde "+*PIV:TARRA:CO".

Witterik (Spaans: Witerico, ? - april 610) was koning van de Visigoten van juni/juli 603 tot april 610. Witterik kwam aan de macht door zijn voorganger Liuva II omver te werpen en te vermoorden. Hij maakte daarmee een eind aan de door Leovigild opgerichte dynastie (Leovigild, Reccared I, Liuva II).
Zijn troepen vochten met weinig succes tegen de Byzantijnen, die nog steeds gebieden in het zuiden van het Iberisch schiereiland beheersten.
Witterik had een dochter genaamd Ermenberga, die hij wilde doen trouwen met de Frankische koning Theuderik II. Ermenberga reisde naar het Frankische Rijk, maar kort na haar aankomst aan het hof van Theuderik stuurde de Frankische koning haar terug naar haar vader, maar behield de bruidsschat. De beledigde Witterik vormde daarop een alliantie tegen Theuderik met Chlotharius II, Theudebert II en de koning van de Longobarden, Agilulf, maar er werd geen militaire actie ondernomen.
In april 610 werd Witterik, die Ariaanse restauratie-inspanningen steunde, uiteindelijk het slachtoffer van een samenzwering door de katholieke factie van de adel en de katholieke geestelijkheid. Hij werd tijdens een banket vermoord en zijn lichaam werd vervolgens smadelijk door de straten gesleurd en zonder egards begraven. Zijn bondgenoot, de Ariaanse bisschop Sunna van Mérida, werd verbannen. De opvolger van Witterik was Gundemar.